# Adresseavisen
Adresseavisen – najstarszy dziennik norweski, ukazujący się w Trondheim.
Został założony w 1767 roku pod nazwą Trondheims Adresse-Contoirs Efterretning i publikował głównie informacje handlowe. Obecną nazwę przyjął w 1927 roku. Jest pismem o charakterze konserwatywnym.